# Bruce Guthro
Bruce Guthro (født 31. august 1961 - 5. september 2023) var en canadisk sanger og sangskriver fra Cape Breton Island, Nova Scotia. Guthro blev i 1998 medlem af det skotske folk-rock band Runrig fra 1998 indtil gruppen blev opløst i 2018. Guthro døde af kræft 5. september 2023, fire dage efter hans 62 års fødselsdag.
Ved siden af bandet plejede han også sin solokarriere og udgav flere soloalbums. Han var bosat i Halifax, Nova Scotia.
Guthro modtog flere ECMA'er (East Coast Music Awards), og var vært på konceptprogrammet Songwriters Circle, hvis gæster bl.a. inkluderede Jim Cuddy, Colin James og Alan Doyle (fra det canadiske band Great Big Sea).

## Diskografi

### Albums
| Titel                                   | Detalje                                          | Højeste placering | Højeste placering | Certificering |
| Titel                                   | Detalje                                          | CAN Country       | DEN               | Certificering |
| --------------------------------------- | ------------------------------------------------ | ----------------- | ----------------- | ------------- |
| Sails to the Wind                       | - Release date: 1994 - Label: MCA                | —                 | —                 |               |
| Of Your Son                             | - Release date: 1998 - Label: EMI                | 6                 | —                 | - CAN: Gold   |
| Guthro                                  | - Release date: 2001 - Label: EMI                | —                 | —                 |               |
| Beautiful Life                          | - Release date: 2006 - Label: RecArt             | —                 | —                 |               |
| No Final Destination                    | - Release date: September 7, 2009 - Label: Ridge | —                 | 39                |               |
| Celtic Crossing                         | - Release date: October 17, 2011 - Label: Ridge  | —                 | 8                 |               |
| Bound for Bethlehem                     | - Release date: 2012 - Label: RecArt             | —                 | 18                |               |
| "—" denotes releases that did not chart |                                                  |                   |                   |               |

### Singler
| År                                      | Single                           | Højeste hitlisteplacering | Højeste hitlisteplacering | Højeste hitlisteplacering | Album          |
| År                                      | Single                           | CAN Country               | CAN AC                    | CAN                       | Album          |
| --------------------------------------- | -------------------------------- | ------------------------- | ------------------------- | ------------------------- | -------------- |
| 1997                                    | "Walk This Road"                 | 1                         | 16                        | —                         | Of Your Son    |
| 1998                                    | "Falling"                        | 15                        | 12                        | 39                        | Of Your Son    |
| 1998                                    | "Ivey's Wall"                    | 12                        | —                         | —                         | Of Your Son    |
| 1999                                    | "Two Story House" (with Amy Sky) | —                         | 45                        | —                         | Of Your Son    |
| 1999                                    | "Good Love"                      | —                         | 27                        | —                         | Of Your Son    |
| 2001                                    | "Factory Line"                   | —                         | —                         | —                         | Guthro         |
| 2001                                    | "Disappear"                      | —                         | —                         | —                         | Guthro         |
| 2001                                    | "Livin' a Lie"                   | —                         | —                         | —                         | Guthro         |
| 2007                                    | "Touch"                          | —                         | —                         | —                         | Beautiful Life |
| "—" denotes releases that did not chart |                                  |                           |                           |                           |                |

### Musikhenvisninger
| År   | Video                                   | Instruktør         |
| ---- | --------------------------------------- | ------------------ |
| 1997 | "Fiddle & Bow" (with Natalie MacMaster) | Andrew MacNaughtan |
| 1997 | "Walk This Road"                        | Pablo Fairhall     |
| 1998 | "Falling"                               | George Dougherty   |
| 2001 | "Disappear"                             |                    |
| 2007 | "Holy Road"                             |                    |

### Sampler
| År   | Titel                                       | Album                                          |
| ---- | ------------------------------------------- | ---------------------------------------------- |
| 1995 | "Stan's Tune"                               | Remembering Stan Rogers: An East Coast Tribute |
| 1996 | "So Blue"                                   | An East Coast Tribute II                       |
| 2000 | "Four Strong Winds" (with Raylene Rankin)   | Over Canada (Soundtrack)                       |
| 2010 | "Acadie, Sing Me Home" (with Blair Douglas) | Celtic Greatest                                |

### Gæsteoptræden
| År   | Titel                  | Kunstner          | Album         |
| ---- | ---------------------- | ----------------- | ------------- |
| 1997 | "Fiddle & Bow"         | Natalie MacMaster | No Boundaries |
| 2008 | "Acadie, Sing Me Home" | Blair Douglas     | Stay Strong   |

## Hæder
| År   | Pris                          | Kategori                                |
| ---- | ----------------------------- | --------------------------------------- |
| 1997 | East Coast Music Award        | Songwriter of the Year (Fiddle and Bow) |
| 1998 | Canadian Radio Music Award    | Solo Artist of the Year                 |
| 1998 | Canadian Country Music Awards | Rising Star of the Year                 |
| 1999 | East Coast Music Award        | Male Artist of the Year                 |
| 1999 | East Coast Music Award        | Pop/Rock Artist of the Year             |
| 1999 | East Coast Music Award        | Single of the Year (Falling)            |
| 1999 | East Coast Music Award        | SOCAN Songwriter of the Year (Falling)  |
| 1999 | East Coast Music Award        | Album of the Year (Of Your Son)         |
| 2002 | East Coast Music Award        | Male Artist of the Year                 |
| 2002 | East Coast Music Award        | Pop Artist/Group of the Year            |
| 2002 | East Coast Music Award        | Album of the Year (Guthro)              |